# رحلة الخطوط الجوية اليابانية رقم 471
كانت رحلة الخطوط الجوية اليابانية رقم 471 رحلة دولية تابعة للخطوط الجوية اليابانية من مطار دون موينج الدولي في بانكوك، تايلاند، إلى مطار بالام الدولي (مطار إنديرا غاندي الدولي) في نيودلهي، الهند. في 14 يونيو 1972، تحطمت طائرة دوغلاس دي سي-8-53 التي كانت تقوم بالرحلة، والمسجلة برقم JA8012، قبل أن تقترب من مطار نيودلهي، مما أسفر عن مقتل 86 من أصل 89 راكباً، 10 من أصل 11 من أفراد الطاقم، و76 من أصل 78 راكباً. كما قُتل أربعة أشخاص على الأرض.

## ركاب الطائرة
كان من بين القتلى ستة عشر أمريكيًا. كما كانت الممثلة البرازيلية ليلى دينيز أيضًا من بين القتلى، وكذلك الراكب الهندي الوحيد على متن الرحلة، والدكتور كيه كيه بي ناراسينجا راو، وهو مسؤول كبير في منظمة الأغذية والزراعة (الفاو) التابعة للأمم المتحدة. كانت إحدى المضيفات اللاتي لقين حتفهن في الحادث شقيقة سانيوتي إنراكو الخامس.

## تسلسل الأحداث
كانت الطائرة في رحلة من بانكوك إلى نيودلهي ضمن مسارها من طوكيو إلى لندن عندما وقع الحادث. انطلقت الرحلة من مطار دون موينج الدولي في بانكوك في الساعة 11:21 بالتوقيت العالمي المنسق في طريقها إلى نيودلهي. في الساعة 14:43 بالتوقيت العالمي المنسق، حصلت الطائرة على تصريح للهبوط المباشر بنظام الهبوط الآلي (ILS) على المدرج 28. تحطمت الطائرة على ضفاف نهر يامونا بعد فترة وجيزة من الرحلة التي بلغت 23 ميلاً (43 كيلومترًا).كم) حسب تقرير قاعدة إرسال الملاحة الإذاعية.

## سبب الحادث
لا يزال السبب الدقيق للحادث مثيرًا للجدل. كما أشار المحققون الذين يمثلون اليابان إلى احتمال أن تكون إشارة مسار انزلاق خاطئة هي السبب في تحطم الطائرة. زعم المحققون الهنود أن الحادث وقع بسبب خطأ من جانب الطيار، وتحديدًا تجاهل قائد الطائرة لإشارات الأجهزة وعدم قدرته على رؤية المدرج (كان الضابط الأول يقود الطائرة في اتجاه نيودلهي).